# Peka Peka
Peka Peka ist eine kleine Küstensiedlung im Kapiti Coast District der Region Wellington auf der Nordinsel von Neuseeland.

## Geographie
Die Siedlung befindet sich rund 5 km nördlich von Waikanae und rund 11 km südwestlich von Ōtaki direkt an der Küste der Kapiti Coast. Das nördliche Ende von Kapiti Island liegt direkt 9 km westlich der Siedlung. Peka Peka ist vom New Zealand State Highway 1, der die Siedlung 2,5 km östlich passiert, aus über eine Landstraße zu erreichen.

## Bevölkerung
Zum Zensus des Jahres 2013 zählte der Ort 360 Einwohner, 42,9 % mehr als zur Volkszählung im Jahr 2006.

## Trivia
Die auch in Neuseeland realiv unbekannte Siedlung schaffte es im Jahr 2011 in die Nachrichten, als im Juni des Jahres am Strand der Siedlung ein gerade 10 Monate alter Kaiserpinguin auftauchte, dessen Gattung normalerweise in der Antarktis beheimatet ist. Das rund 80 cm große Tier gab auch Experten das Rätsel auf, warum der Vogel sich verirrt hatte und um rund 3000 km zu weit nach Norden an der Küste Neuseelands an Land gegangen ist. Die Nachricht über das Ereignis schaffte es sogar bis nach Deutschland und war am 21. Juni 2011 dem Spiegel-Online-Magazin einen Artikel wert.